# Marek Towalski
Marek Towalski (ur. 18 maja 1956 w Gorzowie Wielkopolskim) – polski żużlowiec.

## Życiorys
Przez całą sportową karierę reprezentował barwy Stali Gorzów (w sezonach 1973 oraz 1976–1984), zdobywając 9 medali Drużynowych Mistrzostw Polski: pięć złotych (1973, 1976, 1977, 1978, 1983), trzy srebrne (1979, 1981, 1984) oraz brązowy (1982). Był również medalistą Mistrzostw Polski Par Klubowych (złotym – Toruń 1981, srebrnym – Zielona Góra 1980) oraz Drużynowego Pucharu Polski (srebrnym – 1979, brązowym – 1980).
W 1979 r. zdobył w Lesznie tytuł Młodzieżowego Indywidualnego Wicemistrza Polski. Dwukrotnie zajął II miejsca w turniejach o "Brązowy" (Gdańsk 1977) oraz "Srebrny Kask" (Zielona Góra 1979). Był również dwukrotnym uczestnikiem turniejów o "Złoty Kask" (1980 – X m., 1981 – XI m.), natomiast w 1980 r. wystąpił w finale Indywidualnych Mistrzostw Polski (Leszno – X m.). W 1981 r. wystąpił w eliminacjach Indywidualnych Mistrzostw Świata, awansując do finału kontynentalnego (Praga – XIV m.).

## Osiągnięcia
Turniej o Brązowy Kask
- 1976 - Łódź - 6. miejsce - 10 pkt → wyniki
- 1977 - Gdańsk - 2. miejsce - 14 pkt → wyniki